# Skeletonia
Skeletonia es un género de foraminífero bentónico de la familia Baculellidae, de la superfamilia Komokioidea y del orden Komokiida. Su especie tipo es Skeletonia variabilis. Su rango cronoestratigráfico abarca el Holoceno.

## Discusión
Tradicionalmente Skeletonia ha sido incluido en el orden Textulariida o en el orden Astrorhizida. Clasificaciones más modernas han incluido Skeletonia en el suborden Astrorhizina del orden Astrorhizida.

## Clasificación
Skeletonia incluye a la siguiente especie:
- Skeletonia variabilis